# Smoove
Smoove é o quarto álbum de estúdio da banda Full Force, lançado em 1989 pela gravadora Columbia Records.
Foi avaliada pela AllMusic como 3 estrelas de 5.

## Desempenho nas paradas musicais
- Em 1989, o álbum Smoove alcançou a posição 61 na parada musical "Billboard R&B/Hip-Hop Albums" nos Estados Unidos.[2]